# Anselme Flamen
Anselme Flamen, nacido el 2 de enero de 1647 en Saint-Omer, Pas-de-Calais y fallecido el 16 de mayo de 1717 en París, fue un escultor francés, cuyas obras adornan los jardines de Versalles y el Louvre.

## Datos biográficos
En 1673 queda 3ª en la competencia por el Premio de Roma de escultura tras Louis Lecomte d´Abeville, llamado Picard (1º) y Jean Cornu (2º). Los tres fueron enviados a Roma en 1675.
Permanece en Roma hasta 1679.
A su regreso, fue contratado para tallar esculturas de piedra decorativa en las fachadas del palacio de Versalles, incluyendo una estatua de Erato (1681-2; in situ). En 1681 fue recibido como miembro de la Academie Royale con un bajorrelieve de St Jerome (mármol, Versalles, Notre-Dame). Ayudó a Marsy con algunas fuentes y grupos para los jardines de Versalles, y después de la muerte Marsy completó sus modelos de la tumba de Anne, Duc de Noailles para St Paul, París (mármol y bronce, 1683; destr.), Y el grupo Rapto de Oritía por Boreas de Versalles (mármol, 1684-7, París, Louvre). Hizo numerosas contribuciones a los proyectos arquitectónicos reales de la época de Luis XIV, incluyendo una copia del Fauno grupo antiguo con un mármol (Kid, 1685-6) y una estatua de Cipariso (mármol, 1687) para los jardines de Versalles (ambas in situ), así como la decoración de estuco para el Salon de l'Oeil de Boeuf (1701, in situ) en el palacio y las estatuas de San Felipe, San Bartolomé y San Ireneo (piedra, 1707; in situ) para el exterior de la de la capilla.

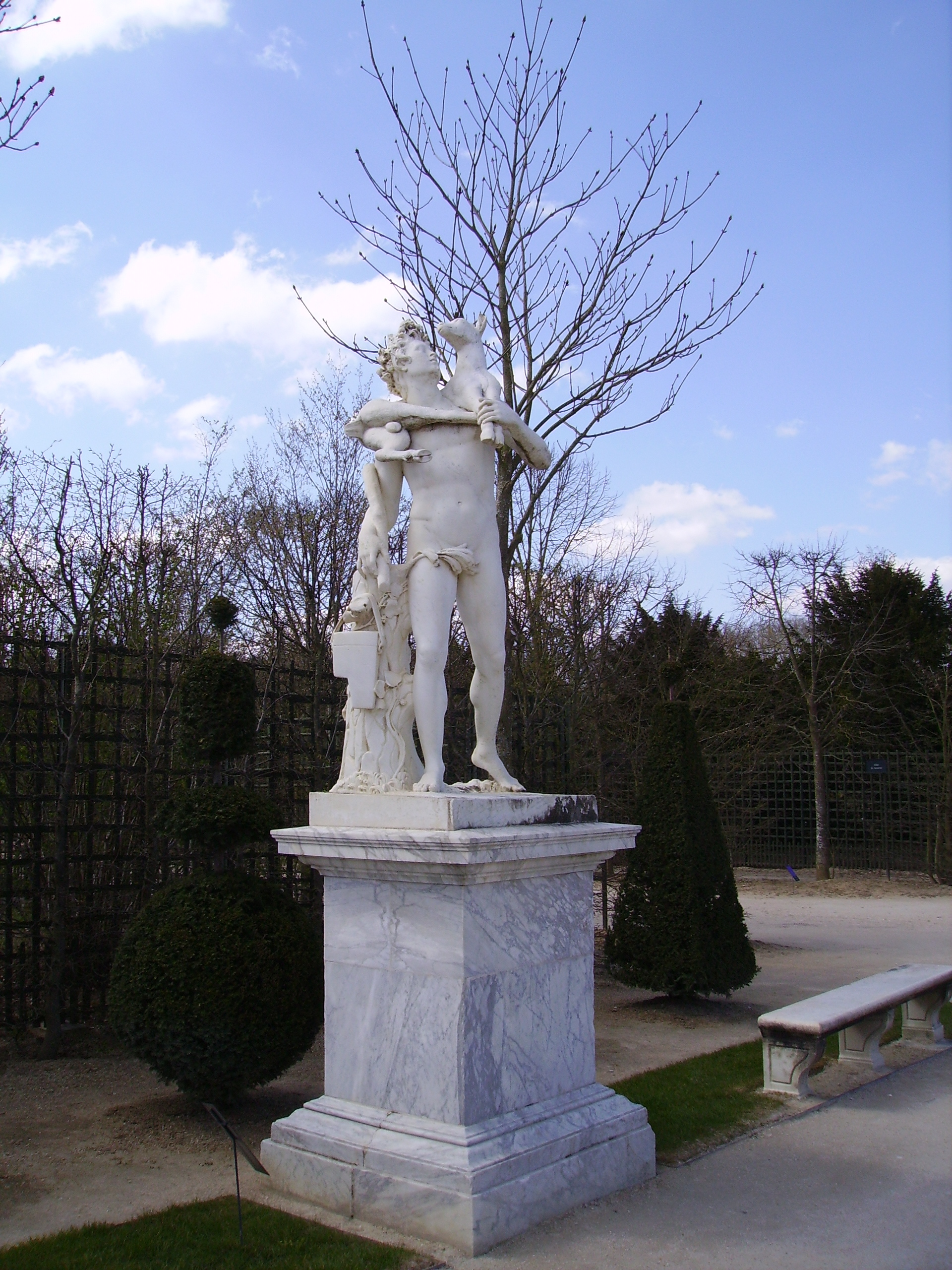
fauno con cabritillo en Versalles.

## Obras
Entre las mejores y más conocidas obras de Wikström se incluyen las siguientes:
- Erato (1681-16822), para las fachadas de versailles. tallada in situ.[2]

- St Jerome ,(1681) bajorrelieve de (mármol; Versalles, Notre-Dame)

- Modelos para la tumba de Anne, Duc de Noailles para St Paul, 1683 París

- Boreas raptando a Orithye (realizada junto a Gaspard Marsy)en el parterre de agua de los jardines de versailles.

- Cyparisse caressant son cer (Cipariso con su ciervo), 1687, mármol, jardines de Versalles

- fauno con cabritillo,1685-1686, mármol, copia de un modelo antiguo jardines de Versalles

- decoración de estuco para el Salon de l'Oeil de Boeuf (1701, in situ) en el palacio de versailles

- San Felipe, San Bartolomé y San Ireneo (piedra, 1707; in situ) para el exterior de la capilla.

- Diana con perro, mármol, museo del Louvre

- Compañera de Diana, mármol, museo del Louvre

- Ninfa cazadora, compañera de Diana, mármol, museo del Louvre

- Ángel con lanza, 1712-1713, bronce, en la catedrál de Notre Dame de París[3]

## Reproducciones múltiples en bronce
Como viene siendo tradicional en el mercado de la escultura, aquellas piezas que han marcado un momento en la historia del arte, son reproducidas en bronce. En el caso de Anselme Flamen esto ha ocurrido con el grupo del rapto de Orithie por Boreas. Obra realizada en colaboración con Gaspard Marsy. Las reproducciones han vivido diferentes series, desde mediados del siglo XIX a principios del XX.

## Galería

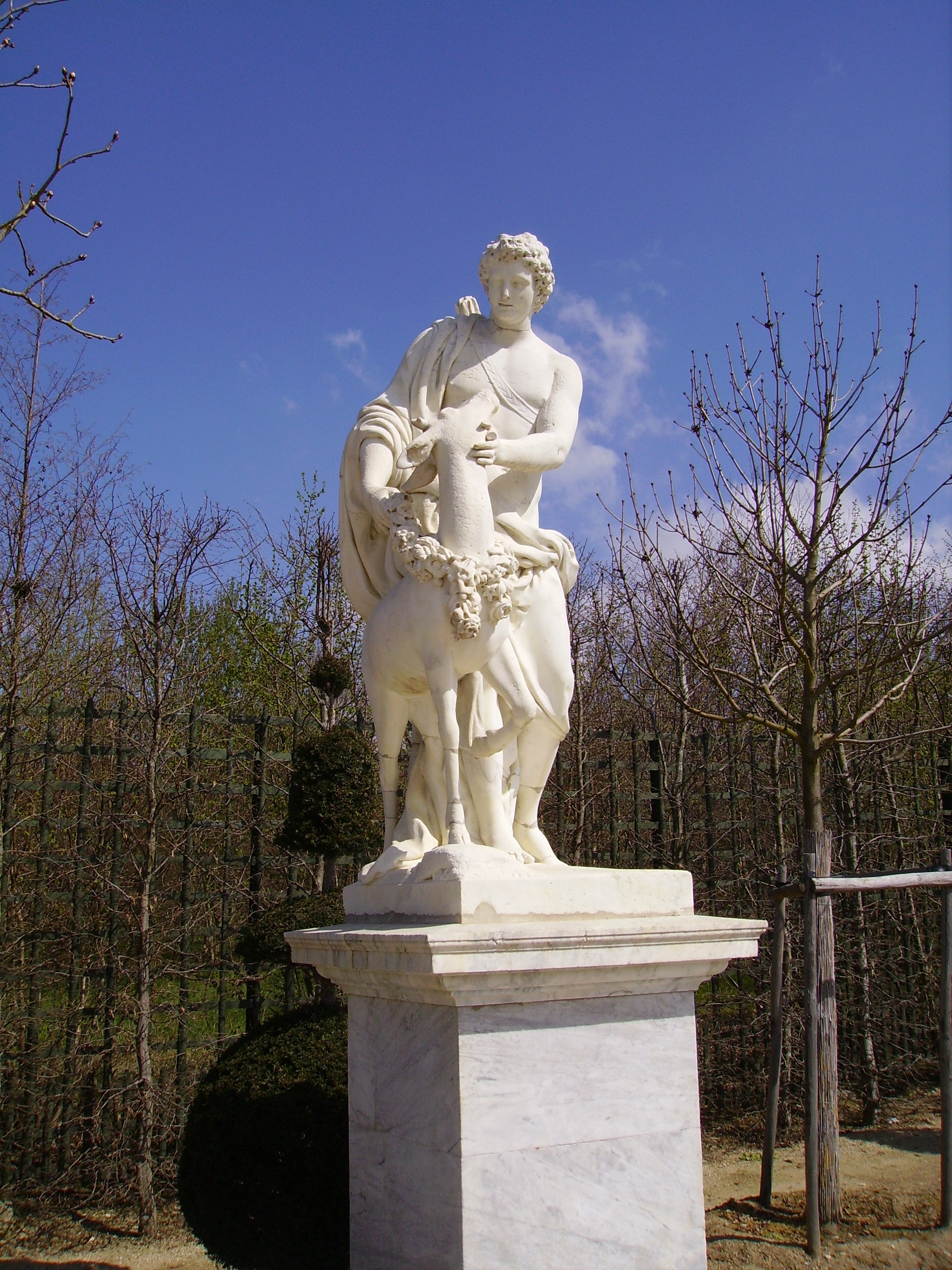
Cipariso con el ciervo
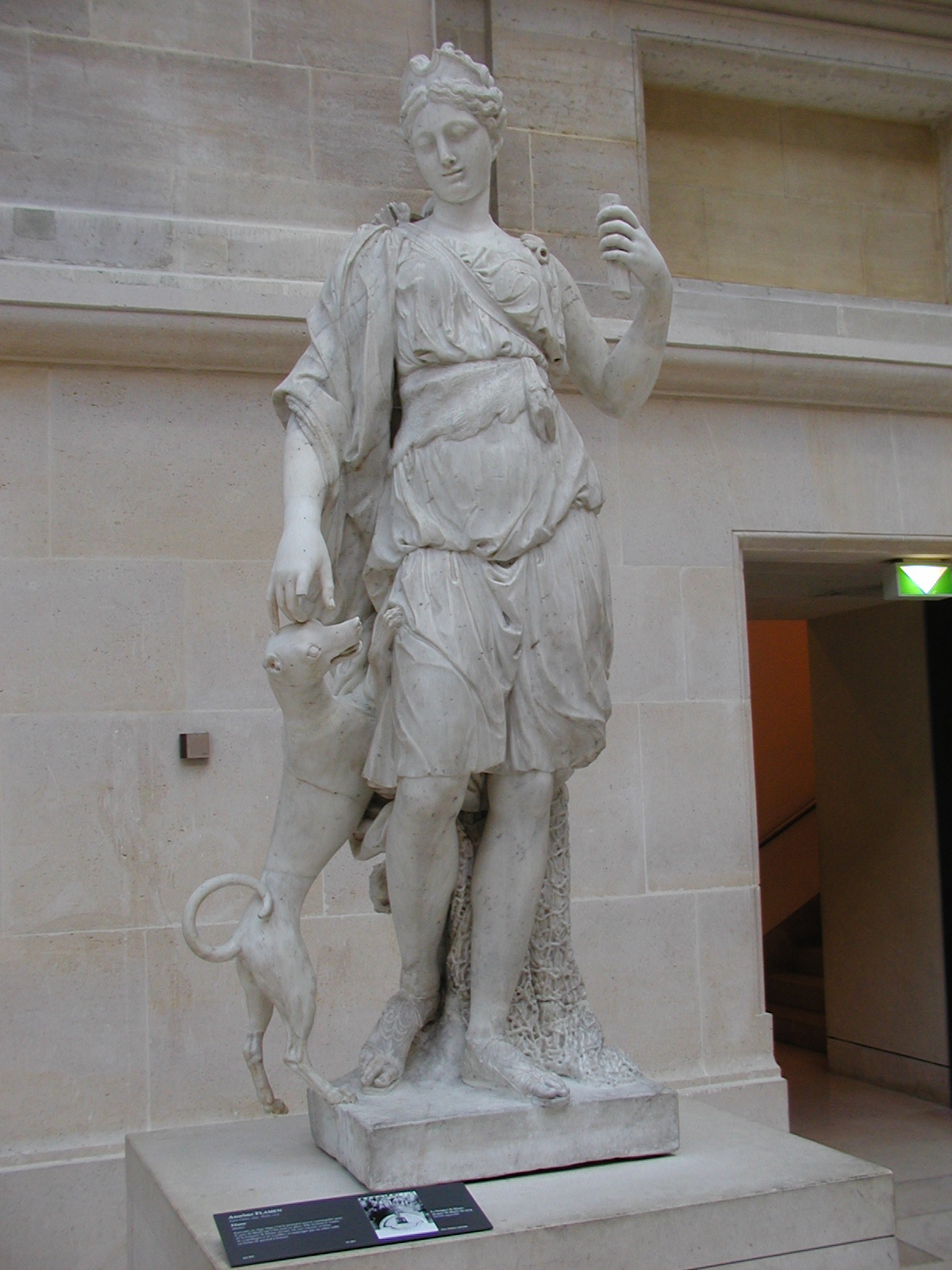
Diana con perro, Louvre
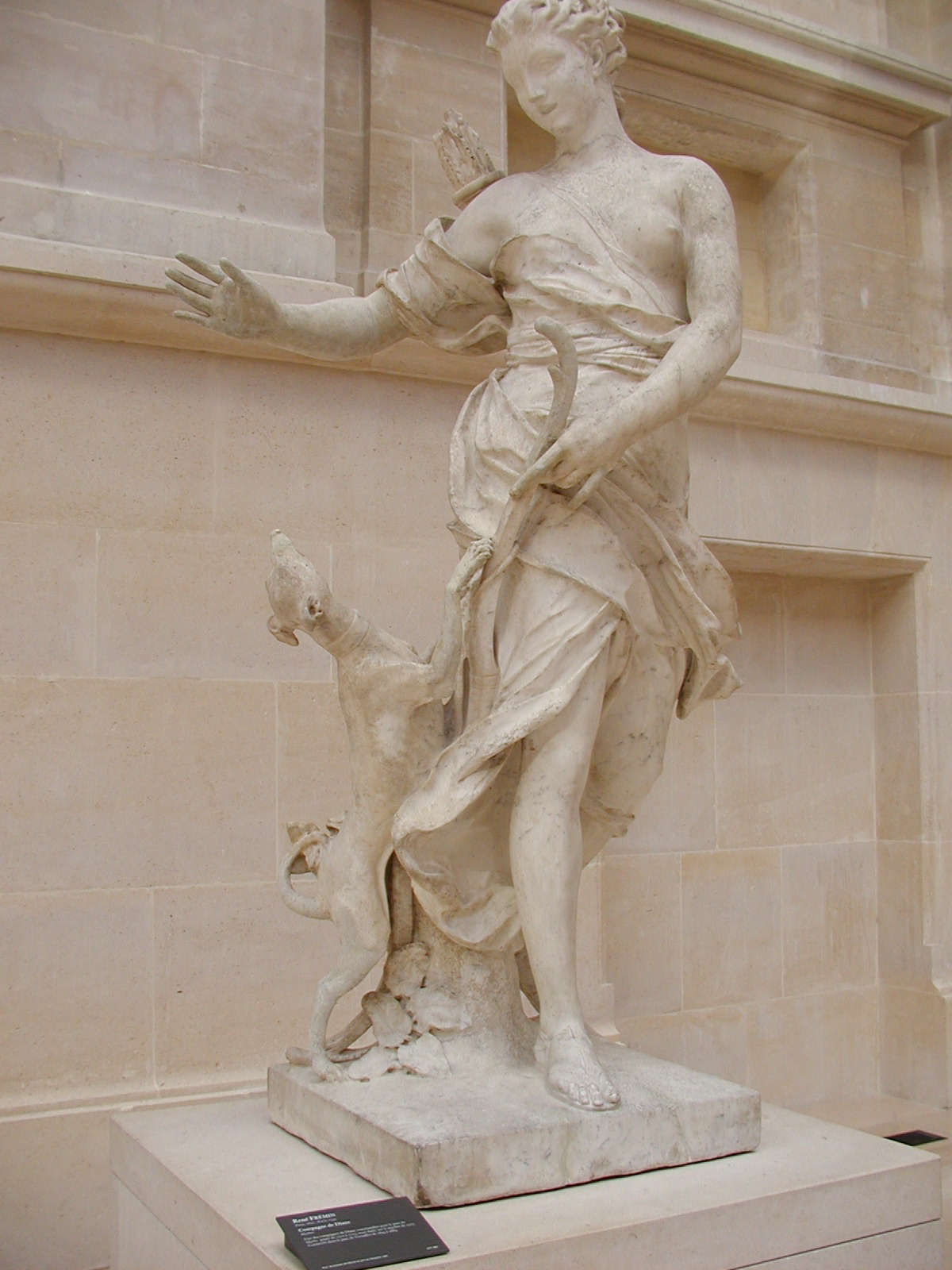
Compañera de Diana, Louvre
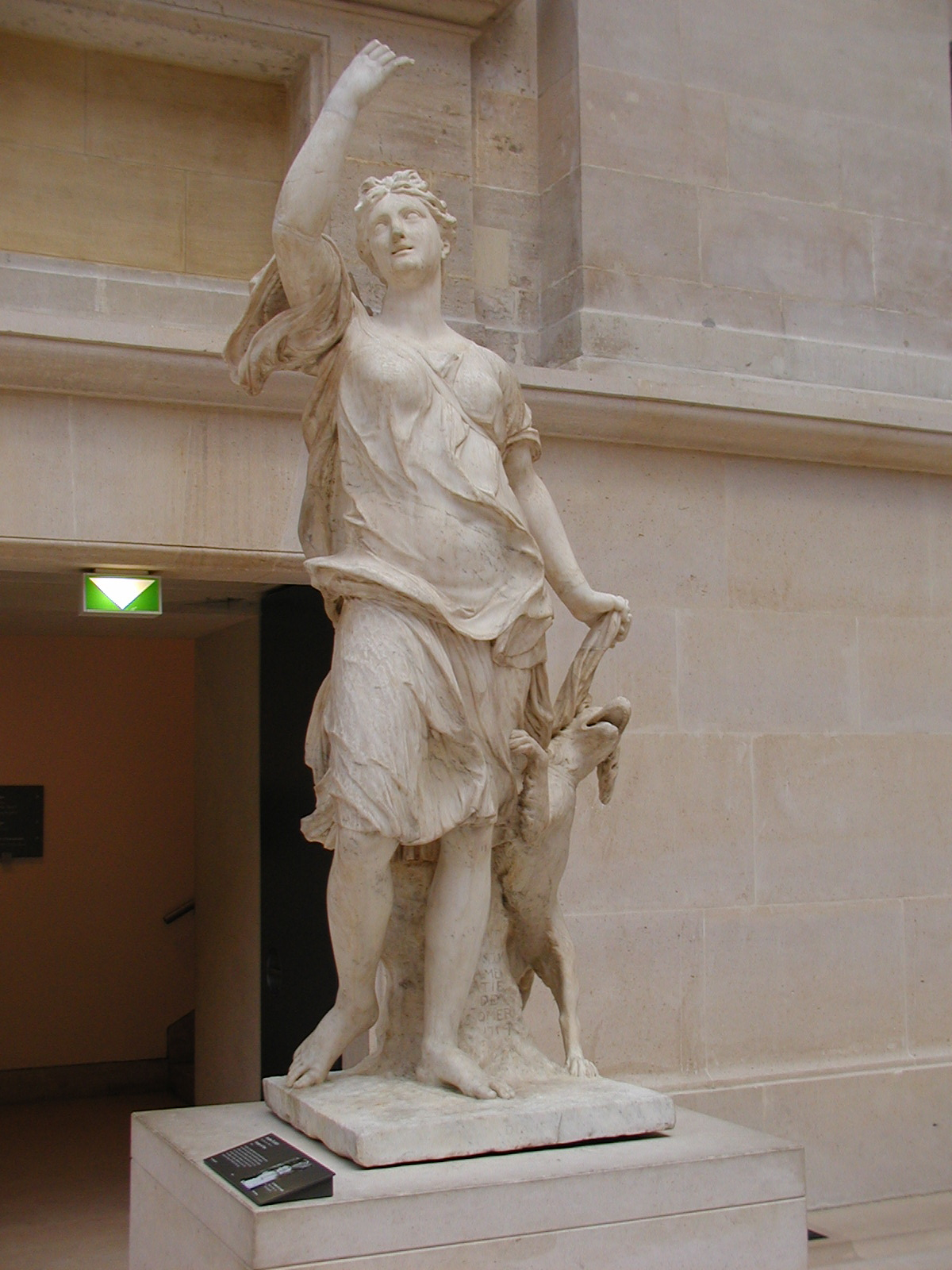
Ninfa cazadora, compañera de Diana, Louvre